# Strathcona Park
Strathcona Park är en park i Kanada.   Den ligger i provinsen British Columbia, i den sydvästra delen av landet, 3 700 km väster om huvudstaden Ottawa. Strathcona Park ligger 1 574 meter över havet.
Terrängen runt Strathcona Park är bergig åt nordost, men åt sydväst är den kuperad. Strathcona Park ligger uppe på en höjd. Trakten runt Strathcona Park är nära nog obefolkad, med mindre än två invånare per kvadratkilometer.. Det finns inga samhällen i närheten. 
I omgivningarna runt Strathcona Park växer i huvudsak barrskog.